# Paul Laroche
Paul Laroche est un homme politique français né le 16 août 1832 à Guéret (Creuse) et décédé le 12 décembre 1904 à Guéret.

## Biographie
Maire de Guéret, conseiller général du canton de Guéret-Nord, il est sénateur de la Creuse de 1885 à 1894, siégeant au centre gauche. 